# کالج وارد
بخش کالج (انگلیسی: College Ward) یا بخش هشت، یک بخش شهری در قسمت انتهای غربی اتاوا، کانادا است.